# Sidi Yacoub
Sidi Yacoub (em árabe: سيدي يعقوب) é uma comuna localizada na província de Sidi Bel Abbès, Argélia. De acordo com o censo de 2008, a população total da cidade era de 4 485 habitantes.